# كاثرين أليكساندر
كاثرين أليكساندر هي ممثلة كندية، ولدت في 6 مايو 1990 في أنكستر ‏ في كندا.

## أعمال

### مسلسلات
- سواد اليتم[3]

## وصلات خارجية
- كاثرين أليكساندر على موقع IMDb (الإنجليزية)
- كاثرين أليكساندر على موقع ألو سيني (الفرنسية)
- كاثرين أليكساندر على موقع قاعدة بيانات الفيلم (الإنجليزية)
- كاثرين أليكساندر على موقع كينوبويسك (الروسية)